# Castelo de Vendres
O Château de Vendres é um castelo em ruínas na comuna de Vendres, no departamento de Hérault, na França.
O castelo data do século XIII. O que resta consiste numa portaria, paredes e restos das muralhas. Pensa-se que as pedras utilizadas na sua construção foram recuperadas de antigas estruturas romanas, incluindo o Templo de Vénus.
O castelo é propriedade privada. Está classificado desde 1926 como um monumento histórico pelo Ministério da Cultura da França.